# Туркестанский 10-й стрелковый полк
10-й туркестанский стрелковый полк
Полковой праздник — 8 ноября
Старшинство по состоянию на 1914: 18 августа 1882

## История
Полк составился из двух отдельных батальонов  20 февраля 1910 г

20 февраля 1910 г  сформирован 10-й туркестанский стрелковый полк в составе двух батальонов

к 1915 переформирован в четырехбатальонный полк

## 1-й батальон полка
1-м батальоном полка стал  15-й туркестанский стрелковый батальон
история батальона

приказом от 6 января 1882 был переформирован Туркестанский военный округ, 

в том числе все существовавшие туркестанские линейные батальоны переформировывались из пятиротного в четырехротный состав

отделяемые 5-е роты батальонов сводились в три новых туркестанских линейных батальона(18-й,19-й и 20-й) 

к 18 августа 1882 сведен как 19-й туркестанский линейный батальон

с 27 июня 1900 года 15-й туркестанский стрелковый батальон
знаки отличия батальона при поступлении в полк
- простое знамя без надписи пожалованное в 1897

## 2-й батальон полка
2-м батальоном полка стал  16-й туркестанский стрелковый батальон
история батальона

27 июня 1900 года сформирован 16-й туркестанский стрелковый батальон
знаки отличия батальона при поступлении в полк
- простое знамя без надписи, пожалованное в 1900

## 3 и 4-й батальоны полка
Сформированы к 1915, знаков отличия не имели.

## Знаки отличия полка к 1914
- Простое знамя без надписи пожалованное в 1897 (19-го туркестанского линейного батальона).

## Командиры полка
- 03.07.1910-хх.хх.1915 — полковник Качаунов, Стефан Самсонович
- 19.07.1915-после 23.04.1916 — полковник Кадошников, Андрей Фёдорович

## примечание
все даты приведены по старому стилю